# Mary Ann Yates
Mary Ann Yates (* 1728 in Birmingham; † 1787 in London) war eine britische Schauspielerin und Tänzerin.

Mary Ann Yates als Medea

## Leben
Mary Ann Graham war Tochter des Schiffstewards William Graham († 1779) und seiner Frau Mary († 1777). Den Namen Yates nahm sie als zweite Frau des Komödianten Richard Yates an.
Ein erster Bühnenauftritt 1753 in Dublin in einer Inszenierung von Thomas Sheridan floppte. Regisseur und Presse sprachen Mary Ann die Eignung zur Schauspielerei wegen Übergewichts und schwacher Stimme ab. Dennoch reüssierte Mrs. Yates im gleichen Jahr in London am Dury Lane Theater in der Rolle der Virginia an der Seite David Garricks. Weitere Hauptrollen folgten am Dury Lane, in Covent Garden, am King’s Theater, am Theater royal in Edinburgh und weiteren Bühnen. Mrs. Yates verkörperte meistens tragische Rollen. In wenigen Jahren gelang es ihr, zur führenden tragischen Schauspielerin des englischen Theaters vor Sarah Siddons zu werden.
1775 trat sie als Medea in Richards Glovers gleichnamigen Tragödie im Drury Lane Theater auf. Der Künstler Philipp Loutherbourg hatte eigens die Bühnenbilder und Kostüme entworfen.
Mary Ann Yates war für ihre exzentrischen Auftritte berüchtigt. In einer Notiz der British library von 1773 lehnt der Manager des Dury Lane Colman ein Engagement der Mrs. Yates zu jedem erdenklichen Preis ab. Mary Ann Yates bekannte sich offen zu ihrer Bisexualität und präsidierte einer Vereinigung lesbischer Frauen, der Anandrinic Society.
Zahlreiche Porträts der Mary Ann Yates von Francis Cotes, Joshua Reynolds, George Romney, Philipp Loutherbourg, William Hogarth und Anderen sind überliefert.